# 日野鷺橋
日野鷺橋（ひのさぎはし）は、埼玉県秩父市荒川小野原と同荒川日野の間に架かり荒川を渡る埼玉県道72号秩父荒川線の道路橋である。

## 概要
本橋梁は橋長220.000メートル、総幅員10.750メートル、有効幅員9.750メートル（車道7.250メートル、歩道2.500、縁石の幅を含む）支間長170.000の1等橋（TL-20）で、ワーレントラス状に組んだ吊材を持つアーチ橋の一種である中路式トラスドランガー橋である。このトラスドランガー橋は丈夫で揺れが少ないとされている。歩道は下流側に設置されている。橋の断面は車道側に1.5パーセント、歩道側に2パーセントの横断勾配がつけられている。径間割りは左岸側から24.400メートル、170.000メートル、24.400メートルでアーチリブの高さは桁の支承から30.000メートルである。補剛桁は主径間のみならず、側径間と連続している。橋の北詰には道路の真下を横断するボックスカルバートの歩道がある。荒川の水面から橋の橋面までの高さは約60メートルである。橋は河岸段丘域の深い谷に架けられている。また、右岸と左岸との高低差はなく、対岸とをほぼ水平に結んでいる。橋の南詰はすぐ国道140号との交差点に至る。
橋の名前は橋が架けられている両岸の地名である日野（現、荒川日野）と小野原（現、荒川小野原）の小字鷺ノ巣を組合わせた造語に因む。親柱には橋が架けられている地域に因み、日（太陽）を抽象化した球体の石像と鷺の石像が両詰に設置されている。橋は路線バスやコミュニティバスなどの公共交通機関の走行経路には指定されていない。また、国道140号を西武観光バスの三峯神社線などが通るが、西武秩父駅・三峰口駅間をノンストップで通過しているため、付近にバス停は存在しない。本橋梁は特定非営利活動法人シビルまちづくりステーション（旧称ＩＴステーション市民と建設）による「関東地域の橋百選」に選出されている。また、埼玉県知事賞も受賞している。

### 諸元
- 橋格 - 1等橋（TL-20）
- 形式 - 中路式トラスドランガー橋
- 橋長 - 220.0 m
- 支間長 - 24.4 m + 170.0 m + 24.4 m
- 総幅員 - 10.75 m
- 有効幅員 - 9.75 m
- 鋼重 - 1103 t
- 基礎 - 直接基礎
- 着工 - 1985年（昭和60年）
- 竣工 - 1992年（平成4年）2月
- 開通 - 1992年（平成4年）2月21日
- 総工費 - 17億円
- 設計者 - 倉方慶夫
- 管理者 - 埼玉県

## 歴史

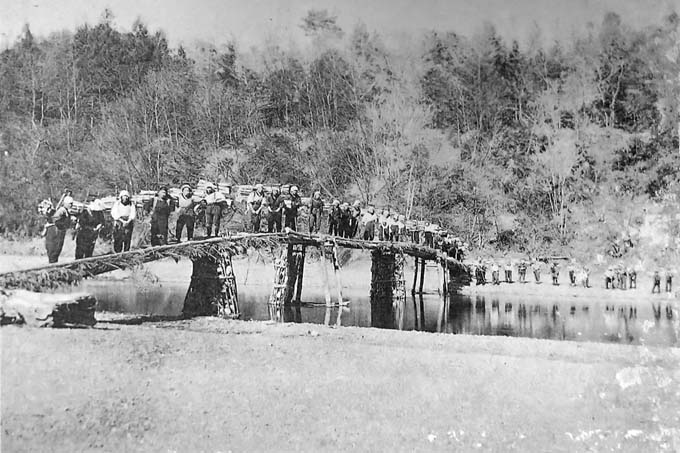
鷺巣河原に架けられていた仮橋

小字鷺ノ巣地区は荒川村と秩父市との境界の谷に架かる水沢橋が開通するまでは長らく陸の孤島であった。付近の荒川には橋は架けられておらず、荒川の向こう側にある荒川村の中心地へ行くためには、1981年（昭和56年）3月に開通した埼玉県道72号秩父荒川線の水沢橋を通って一旦秩父市に入り、下流に架かる久那橋を渡る必要があった。
日野鷺橋が架けられている場所のすぐ下流側にはかつて日野・鷺ノ巣の渡しと称する（日野の渡しや鷺ノ巣の渡しとも呼ばれた）船一艘を有し、1884年（明治17年）に開設された渡船場が存在した。この渡船場は1943年（昭和18年）に仮橋が鷺巣河原に架けられたことにより廃止された。
仮橋は木製で河原に杭を打って板を渡しただけの簡素な造りで、ほぼ毎年架け替えが行われた。荒川両岸が高いため斜面を上り下りしなければならず、対岸への通行に手間取り難儀したという。1962年（昭和37年）には生活必需品などの物資を荒川の対岸に運搬する林業で見られるような鉄索が設置され、これは水沢橋が1981年に開通するまで使用された。現在は仮橋は廃止され、河原に杭の痕跡が残っている。
1985年（昭和60年）埼玉県が事業主体となり1985年度からの7ヶ年継続事業として総事業費約17億円（県費）を投じ、1985年（昭和60年）橋の建設に着手した。橋の設計者は倉方慶夫（新日本技研）で、橋の施工は宮地鉄工所（現、宮地エンジニアリング）、および横河ブリッジが行い、架設工法としてケーブルエレクション斜吊り工法が用いられた。また、下部工は逆T字橋台2基および重力式橋台2基を設置した。
橋は1992年（平成4年）2月竣工し、橋の開通式は県と地元による「日野鷺橋開通行事実行委員会」により同年2月21日の11時より橋の南詰にて挙行され、国・県会議員や中村県副知事のほか関係自治体の長など約200名が出席し、先ず開通を祝う式典が開催され、次に来賓によるテープカットやくす玉割りが執り行われ、三組の三代夫婦を先頭に式の出席者全員による渡り初めが行われた。また、開通記念のイベントとして2月21日から29日までの9日間、鷺の巣地区の農家の庭先にて「耕地の記録」をテーマとした青空写真展が開催された。橋は同日15時から一般供用が開始された。同時に橋を含む埼玉県道72号の秩父市荒川小野原地内に存在した345.2メートルの不通区間の供用も開始された。
開通当時は荒川村に架かる橋であったが、2005年（平成17年）4月1日の市町村合併（平成の大合併）により秩父市の橋となった。2013年（平成25年）5月から2013年12月にかけて劣化した塗装の塗り替え、および床版の補修工事が行われた。工事の際は片側交互通行が実施された。

## 周辺

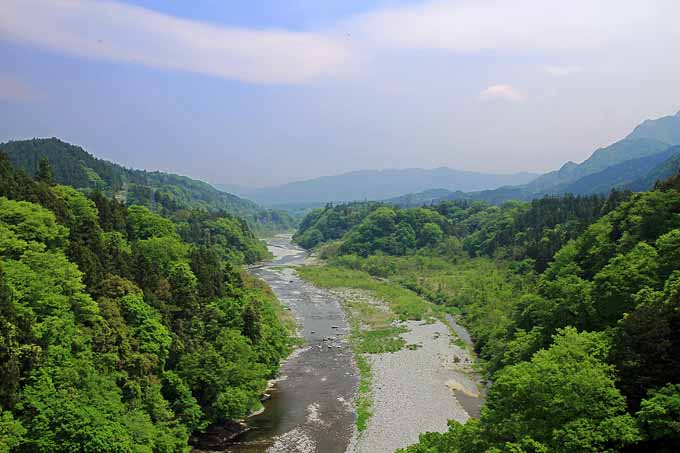
日野鷺橋より下流方向を望む。

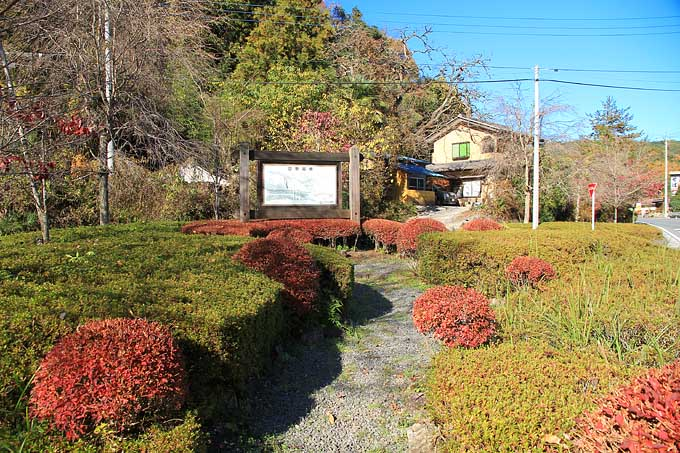
ポケットパーク（リニューアル前）

日野鷺橋の周辺は荒川の河道付近において深い谷間を有する標高差の大きい河岸段丘で、その両岸は比較的平坦な段丘面となり、その右岸側に旧荒川村の中心地があり公共施設が立地する。また、橋の北詰にポケットパークがあり、そこに 埼玉県秩父土木事務所（現、秩父県土整備事務所）が設置した日野鷺橋についての詳細なデータを記した案内板がある。また、橋の周辺は国道140号の沿線付近を除き県立武甲自然公園の区域でもある。当橋の下流側、久那橋との間に橋桁がなく、飛び石状に配されたコンクリート製の丸い柱の列が河道に設置されているだけの中ノ橋がある。元々はこの場所には吊り橋の旧久那橋が架かっていた。
- 武州日野駅
- 秩父市役所荒川総合支所
- 秩父市荒川保健センター
- 秩父市荒川労働者福祉センター
- 秩父消防署南分署（秩父広域市町村圏組合）
- 秩父市立荒川図書館
- 秩父市立荒川東小学校
- 秩父市立荒川中学校
- 荒川歴史民俗博物館
- 道の駅あらかわ
- 下日野会館
- 三宮司神社
- 浄光寺
- 花ハス園・水芭蕉園
- 日野鉱泉
- キングダムゴルフクラブ

## その他
- 日野鷺橋は埼玉県のぐるっと埼玉サイクルネットワーク構想に基づき策定された「自転車みどころスポットを巡るルート」の「ちちぶ歴史街道ミューズパーク正丸峠ルート」の経路に指定されている[22]。
- 秩父市は橋からの投身自殺が多く[23]、このような背景から市は主要な橋の高欄などに、橋からの投身自殺を防ぐ目的で「自殺予防標語入り看板」を設置することでその成果を上げていて[24]、日野鷺橋もその対象になっており、橋の歩道側両詰に設置されている[25]。

## 風景

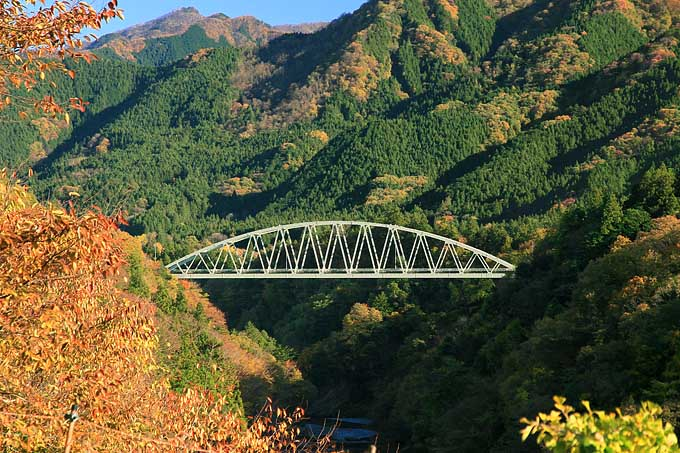
遠景。上流側より望む。
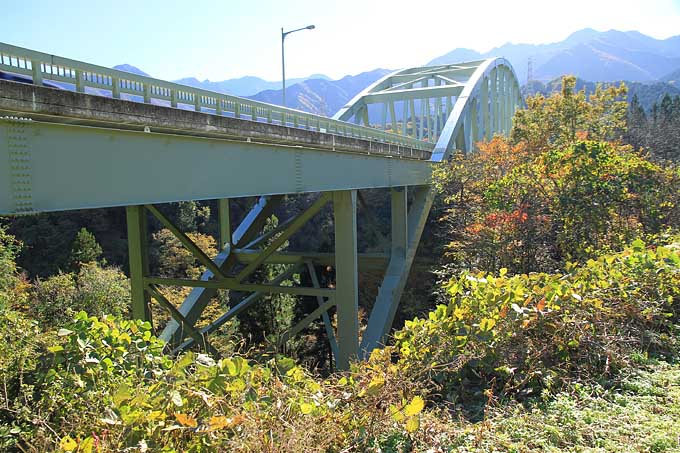
左岸上流側より望む。
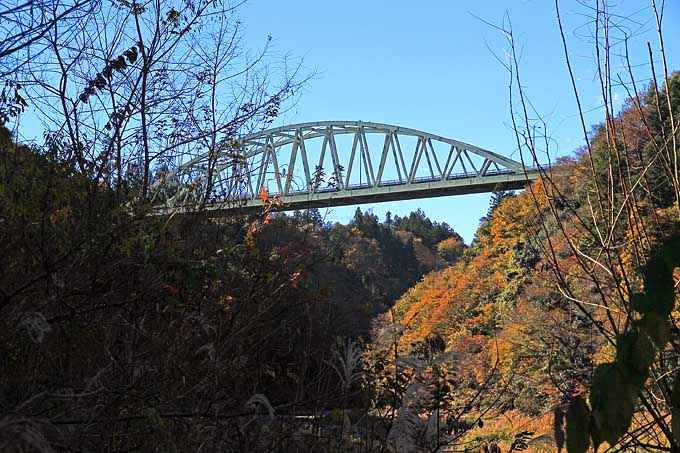
右岸下流側、低水路より望む。
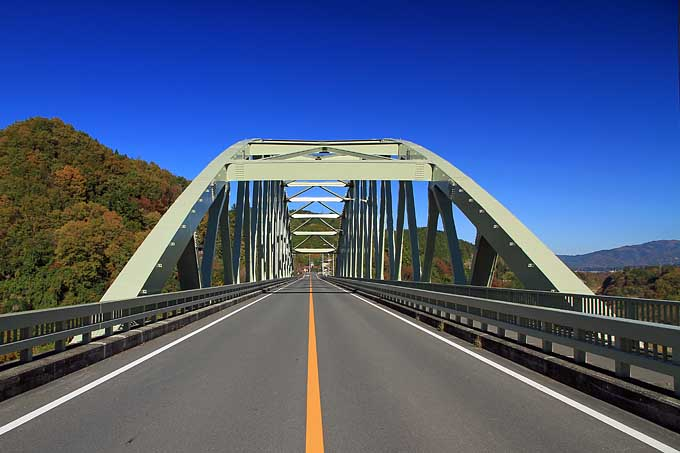
日野鷺橋のアーチリブを南側より望む。
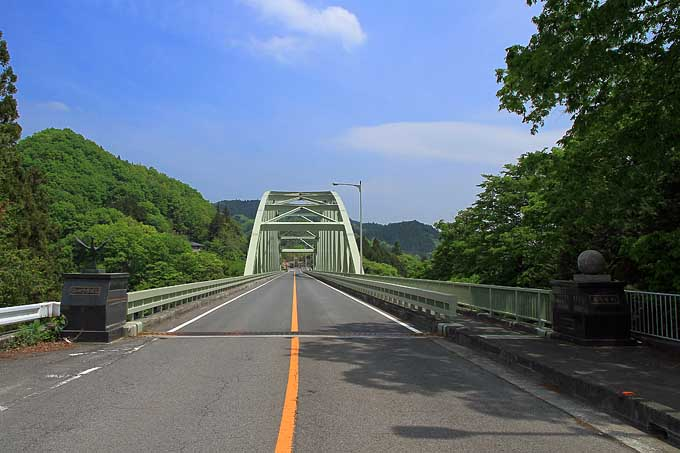
日野鷺橋の南詰より望む。
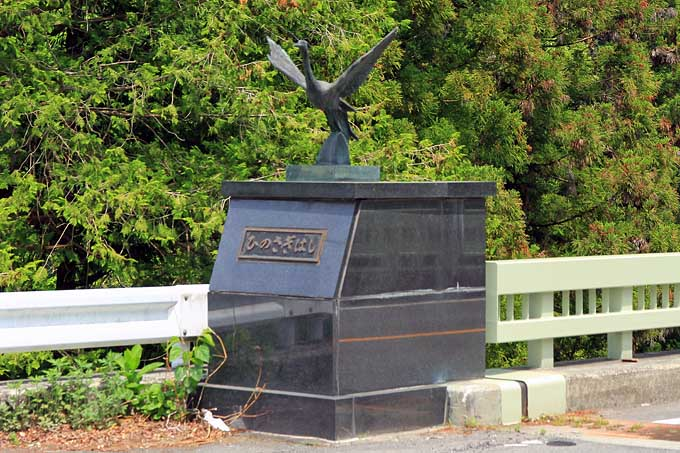
親柱。鷺の像が設置されている。
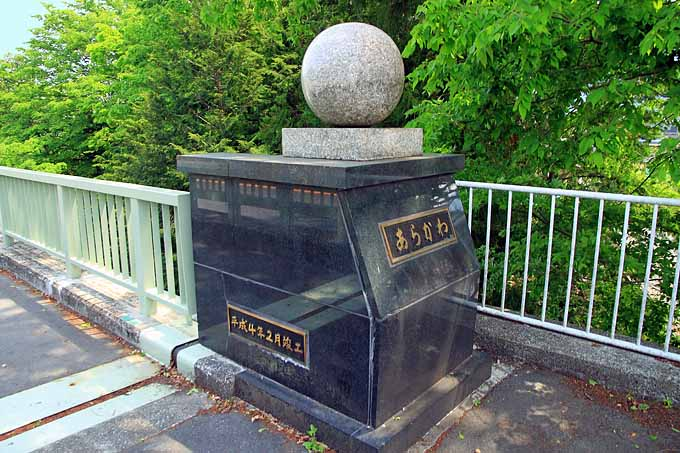
親柱。日（太陽）の立体像が設置されている。
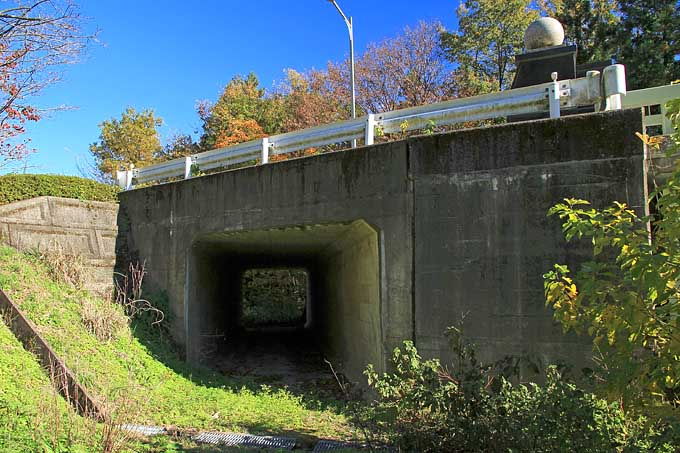
橋の北詰にあるボックスカルバート。
日野鷺橋の紹介看板。

## 隣の橋
- 荒川

（上流） - 平和橋 - 荒川橋 - 日野鷺橋 - 久那橋 - 柳大橋 - （下流）